# ستيفان بونار
ستيفان باتريك بونار (بالإنجليزية: Stephan Patrick Bonnar؛ 4 أبريل 1977 – 22 ديسمبر 2022) كان مقاتل فنون قتالية مختلطة أمريكي. نافس في فئة خفيف الثقيل في يو إف سي في معظم مسيرته المهنية. كان بونار الوصيف في المقاتل النهائي 1؛ تعتبر خسارته ضد فورست غريفين على نطاق واسع أهم النزالات في تاريخ يو إف سي.

## سجل فنون القتال المختلطة
| السجل المهني |        |         |
| 24 نزال      | 15 فوز | 9 خسارة |
| ضربة قاضية   | 3      | 3       |
| إخضاع        | 7      | 0       |
| قرار القضاة  | 5      | 6       |

## وصلات خارجية
- ستيفان بونار على موقع يو إف سي (الإنجليزية)
- ستيفان بونار على موقع بيلاتور (الإنجليزية)
- ستيفان بونار على موقع شيردوغ (الإنجليزية)
- ستيفان بونار على موقع قاعدة بيانات المصارعة على الإنترنت (الإنجليزية)
- ستيفان بونار على موقع IMDb (الإنجليزية)
- ستيفان بونار على موقع قاعدة بيانات الفيلم (الإنجليزية)